# Sanriku-Bahn

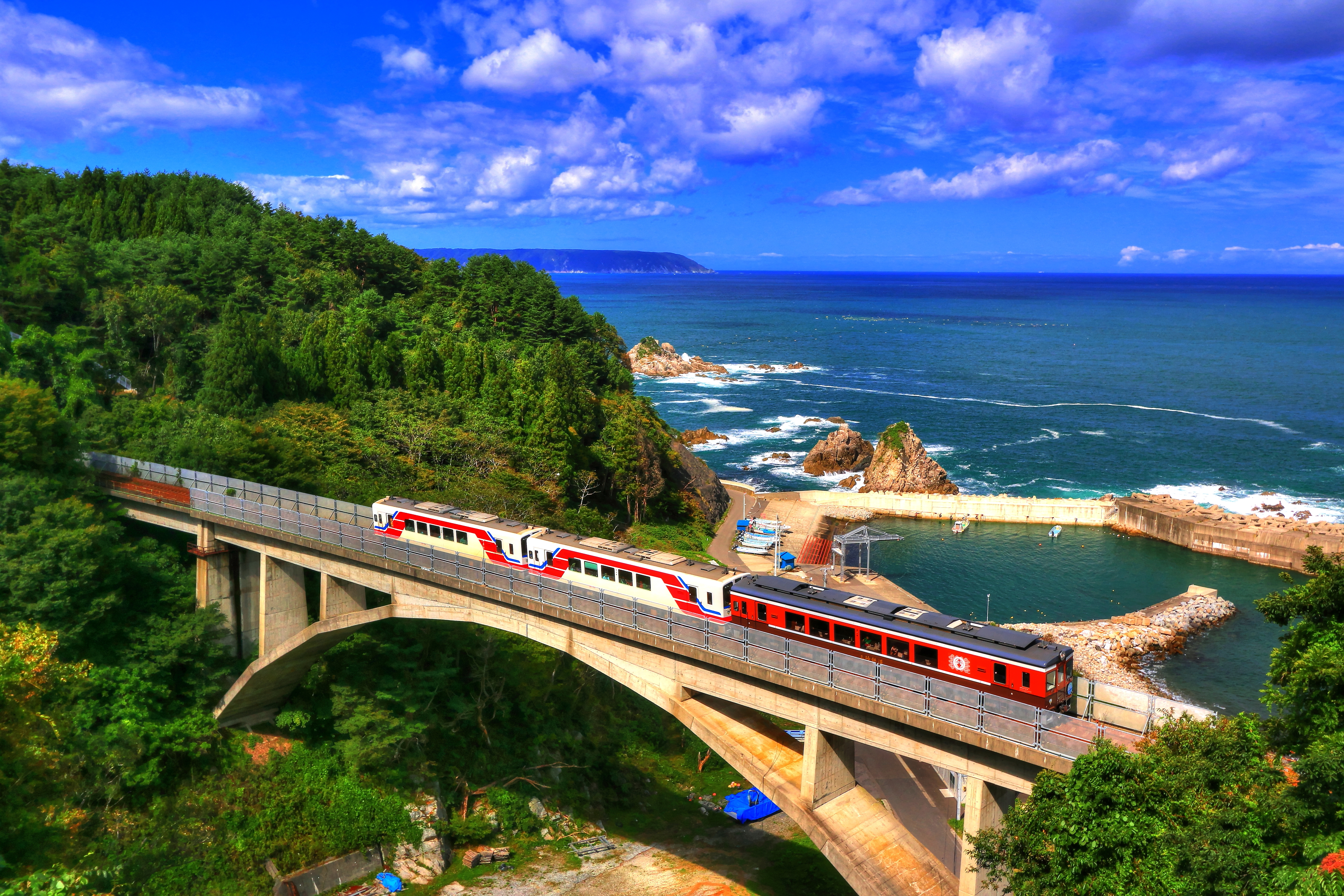
Ein Zug der Sanriku Tetsudō auf der Ōzawa-Brücke nahe dem Dorf Fudai (普代村).

Sanriku Tetsudō (三陸鉄道) ist eine 1981 gegründete japanische Eisenbahngesellschaft, die als sogenannte “third sector”-Bahn, mit staatlichen Zuschüssen erhalten wird. Umgangssprachlich ist die Bezeichnung Santetsu (三鉄).
Der Name Sanriku leitet sich vom alten Namen der durchfahrenen Küstenregion der modernen Präfektur Iwate her. Weite Teile der Region sind Teil des Sanriku-Fukkō-Nationalparks.

## Streckennetz

Die Santetsu-Strecken seit 2008: rot die ehemalige Kita Rias-Linie; orange die ehemalige Minami Rias-Strecke; blau: bis 2019 Teil der JR-Yamada-Linie.

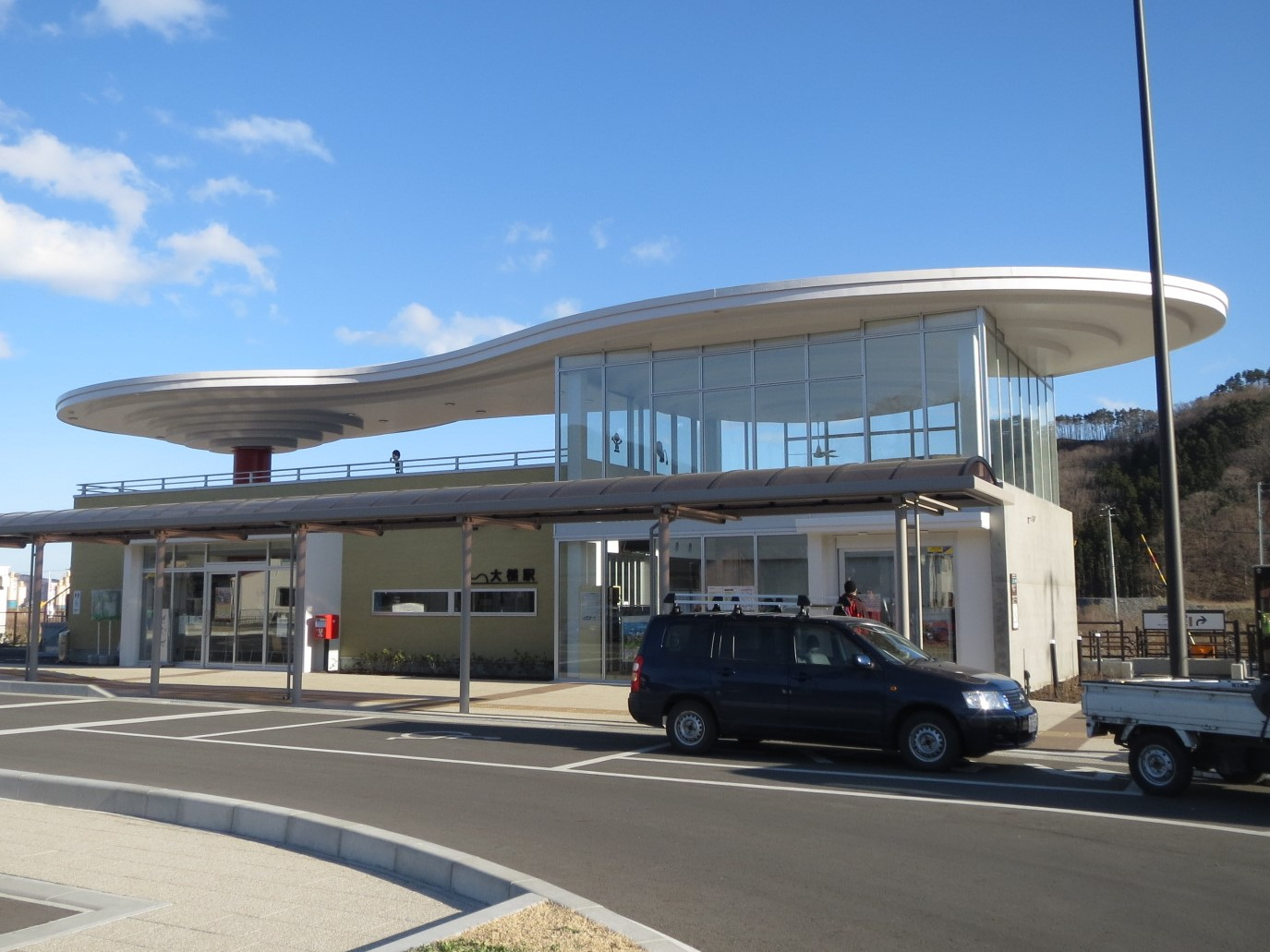
Neubau des Bahnhofs Ōtsuchi (大槌駅, 2019).

Schon 1941 waren sechs Kilometer Strecke bei Hikoroichi entstanden, den Weiterbau verhinderten die Zeitumstände. 1952 kamen weitere vier Kilometer bis Akasaki hinzu. Die letzten Abschnitte der Miyako- und Kuji-Linie waren erst in den 1970er Jahren eröffnet worden.
Die Staatsbahn JNR hatte in den frühen 1980er Jahren die Strecken als unrentabel aufgeben wollen.
Die von der Firma betriebene Rias-Linie (リアス線) ist durchgehend eingleisig und 163 km lang zwischen Kuji (久慈市) im Norden und Ōfunato-Sakari im Süden. Sie wird jedoch aus verwaltungstechnischen Gründen in drei Abschnitte geteilt (Nord-Süd):
1. Kuji bis Miyako (宮古駅), fahrplanmäßig 1h40
2. Miyako bis Kamaishi (sprich Kama-ishi, 釜石駅), fahrplanmäßig 1h20
3. Kamaishi bis Sakari (盛駅)

Die wenigen die ganze Strecke bedienenden Fahrten benötigen rund 4½ Stunden. Insgesamt geht es durch 42 Tunnels. Der Betrieb ist nicht getaktet, tagsüber verkehrt ein Zug etwa alle 90 Minuten. Gehalten wird an allen Bahnhöfen. Nur im Abschnitt Miyako-Kuji gibt es einige Schnellzüge, die wenige Halte nicht bedienen.
Der südliche Ast Miyako bis Kamaishi, vormals Teil der JR-Yamada-Linie, wurde der Santetsu nach Abschluss der Reparaturen 2019 übertragen.
Das zentrale Depot ist im Bahnhof Miyako. Der dortige firmeneigene Laden Santetsuya verkauft Souvenirs für Bahnenthusiasten. Der damals neue Haltepunkt Kamaishi eröffnete 1985. Danach erfolgte bis zur Einrichtung von Yamaguchi-Danchi im Jahre 2010 keine Neueröffnung. Als 2019 die Yamada-Strecke übernommen wurde, richtete man die Haltepunkte Haraigawa (払川駅) und Yagisawa/Miyako Junior College (八木沢・宮古短大駅) ein. Im Jahre 2020 waren 40 Bahnhöfe in Betrieb.

### Anschlüsse
Verbindungen mit dem Netz von JR East bestehen:
- in Koji zur Hachinohe-Linie Richtung Norden
- ab Miyako inland Richtung Morioka mit der Yamada-Linie
- ab Kamaishi inland Richtung nach Hanamaki
- in Sakari mit der Ōfunato-Linie nach Süden

### Naturkatastrophen
Durch die Streckenführung in Küstennähe geht die Fahrstrecke über zahlreiche Brücken und Tunnels, die bei Naturkatastrophen anfällig sind. Dies obwohl man bei der Planung der Strecke vorhersehbare Schäden in der Größenordnung der Auswirkungen des Meiji-Sanriku-Erdbeben 1896  berücksichtigt hatte.
Die Strecken der Gesellschaft wurden durch Tōhoku-Erdbeben 2011 so schwer in Mitleidenschaft gezogen, dass sie bis April 2014 überhaupt nicht befahren werden konnten. Gut 5,8 km Schienen waren komplett weggeschwemmt worden. 107 km Gleise mussten repariert werden. Die Regierung Kuweits spendete drei Züge. Der Abschnitt Miyako bis Kamaishi, ehemals Yamada-Linie, wurde erst am 23. März 2019 wieder in Betrieb genommen. In der Zwischenzeit nannte man die beiden verfügbaren Äste: Kita Rias- und Minami Rias-Strecke. Die weiteren Auswirkungen der Nuklearkatastrophe von Fukushima auf heutige Nutzer wird in Japan generell nicht diskutiert.
Der Taifun Hagibis beschädigte siebzig Prozent der Strecke im Oktober 2019 an insgesamt 93 Stellen. Bis die Schäden im März 2020 vollständig beseitigt waren, wurde Pendelbetrieb auf Teilstrecken durchgeführt.

## Fahrzeuge
Alle Züge werden im Ein-Mann-Betrieb eingesetzt.
Nach dem Erdbeben beschaffte man fünf neue Diesel-Triebwagen. Für den Normalbetrieb drei Fahrzeuge der Serie 36-700, dazu einen 36-Z, der auf dem nördlichen Streckenteil auch für Reisegruppen buchbar ist. In diesen Fahrzeug befindet sich eine kleine Ausstellung regionalen Kunsthandwerks. Dazu ein Fahrzeug im Oldtimer-Look 36-R3. Dabei imitiert man die Serie 36-600.
Touristische Fahrten bietet man seit 2017 im nördlichen Streckenabschnitt winters von Dezember bis Februar mit dem Kotatsu-Wagen und im Sommer dem im Retrolook gestalteten Wagen (お座敷列車).